# Ichor (zespół muzyczny)
Ichor – niemiecka grupa muzyczna wykonująca death metal.
Pierwsze nagrania ukazały się na splicie Kingdom of the Dead, gdzie Ichor zagrał wraz z zespołem Point of Inflection. Debiutancki album "The Siege" został wydany w 2009 roku. Następny album - "Benethic Horizon" - wydany został w roku 2010.

## Członkowie
- Eric – wokal
- Alex – gitara elektryczna
- Daniel – gitara elektryczna
- Chris – gitara basowa
- Dirk – perkusja

## Dyskografia
- (2008) Kingdom of the Dead
- (2008) The Siege
- (2010) Benethic Horizon